# Rutabulogonus niger
Rutabulogonus niger är en mångfotingart som beskrevs av Demange och Jean-Paul Mauriès 1975. Rutabulogonus niger ingår i släktet Rutabulogonus och familjen Spirostreptidae. Inga underarter finns listade i Catalogue of Life.